# Ингеборга (принцесса Датская)
Ингеборга Шарлотта Каролина Фредерика Луиза Датская ((дат. Ingeborg Charlotte Caroline Frederikke Louise af Danmark, швед. Ingeborg Charlotta Carolina Fredrike Lovisa av Danmark); 2 августа 1878, Дворец Шарлоттенлунн, Копенгаген, Дания — 11 марта 1958, Стокгольм, Швеция) — датская принцесса, вторая дочь короля Дании Фредерика VIII и королевы Ловисы, в замужестве — герцогиня Вестергётландская, супруга принца Карла Шведского.

## Биография

### Брак
Принцесса Ингеборга вышла замуж за принца Карла Шведского, герцога Вестергётландского в Копенгагене 27 августа 1897 года. У них было четверо детей:
- Принцесса Маргарита (1899—1977), супруга принца Акселя Датского.
- Принцесса Марта (1901—1954), супруга норвежского кронпринца Улафа, который стал в 1957 году королём Норвегии Улафом V.
- Принцесса Астрид  (1905—1935), супруга короля Бельгии Леопольда III.
- Принц Карл (1911—2003), женился морганатическим браком и получил титул принца Бернадота.

Они провели своё свадебное путешествие в Германии. Принцесса была очень популярна среди шведского населения как внучка шведского короля Карла XV. О ней говорили, что она лучше всего бы подошла под роль шведской королевы. С 1897 до 1907 года королева София редко появлялась в обществе, а наследная принцесса Виктория проводила большую часть своего времени за границей, так что принцесса Ингеборг считалась первой леди Швеции.
Она очень любила автомобили и спорт, особенно катание на коньках. В 1908 году сопровождала принца Вильгельма и его жену — Великую княгиню Марию Павловну в Россию.

### Семейная жизнь
Её семейная жизнь была счастливой, но в 1935 году погибла её дочь Астрид. Это было большим ударом для всей семьи.
Ингеборга была очень популярной в Швеции. Её любили за её хорошее настроение, её спокойный и веселый характер. В 1905 году норвежское правительство решало, кто станет королём и королевой Норвегии. Пара вздохнула с облегчением, когда им было отказано в этом.
Принцесса Ингеборга стала бабушкой некоторых европейских монархов, благодаря бракам её троих дочерей. Ими были: король Норвегии Харальд V, короли Бельгии Бодуэн и Альберт II. Она также прабабушка Великого герцога Люксембурга Анри.